# Distretto di Ōsato
Il distretto di Ōsato (大里郡, Ōsato-gun?) è uno dei distretti della prefettura di Saitama, in Giappone.
Attualmente fa parte del distretto solo il comune di Yorii.
| Controllo di autorità | VIAF (EN) 252650452 · NDL (EN, JA) 00401794 |